# Torasjärvi (Gällivare socken, Lappland, 742454-177230)
Torasjärvi är en sjö i Gällivare kommun i Lappland och ingår i Kalixälvens huvudavrinningsområde. Sjön har en area på 1,41 kvadratkilometer och ligger 159,9 meter över havet. Torasjärvi ligger i Torne och Kalix älvsystem Natura 2000-område. Sjön avvattnas av vattendraget Nitsån.

## Delavrinningsområde
Torasjärvi ingår i det delavrinningsområde (742454-177203) som SMHI kallar för Utloppet av Torasjärvi. Medelhöjden är 183 meter över havet och ytan är 13,22 kvadratkilometer. Räknas de 6 avrinningsområdena uppströms in blir den ackumulerade arean 83,73 kvadratkilometer. Nitsån som avvattnar avrinningsområdet har biflödesordning 4, vilket innebär att vattnet flödar genom totalt 4 vattendrag innan det når havet efter 144 kilometer. Avrinningsområdet består mestadels av skog (63 procent) och sankmarker (18 procent). Avrinningsområdet har 1,42 kvadratkilometer vattenytor vilket ger det en sjöprocent på 10,7 procent.